# Sherron Dorsey-Walker
Sherron Dorsey-Walker (Detroit, Míchigan, 16 de marzo de 1993) es un baloncestista estadounidense que pertenece a la plantilla del equipo neerlandés del Heroes Den Bosch de la BNXT League. Con 1,93 metros de estatura, juega en la posición de escolta.

## Trayectoria deportiva

### Universidad
Jugó una temporada con los Cyclones de la Universidad Estatal de Iowa, en la que apenas contó con minutos de juego. La temporada siguiente, tras aparecer en tres partidos, en enero de 2015 fue transferido a los Golden Grizzlies de la Universidad de Oakland. Allí disputó dos temporadas, en las que promedió 9,9 puntos, 5,0 rebotes y 2,6 asistencias por partido.

### Profesional
Tras no ser elegido en el Draft de la NBA de 2017, el 20 de julio firmó su primer contrato profesional con el Landstede Zwolle de la DBL, la primera división del baloncesto holandés. En su primera temporada promedió 11,8 puntos y 3,0 rebotes por partido, lo que le sirvió para renovar por una temporada más.
El 21 de julio fichó por el Start Lublin de la PLK, la primera división del baloncesto polaco.
El 23 de febrero de 2021, se une a las filas del Wilki Morskie Szczecin de la Polska Liga Koszykówki polaca.
El 6 de julio de 2022 fichó de nuevo por el Start Lublin de la Liga Polaca, regresando al club tras un año de separación.
El 4 de enero de 2023 firma con el Sigortam.Net İTÜ turco, de la TBL.
El 19 de octubre de 2023 firmó con Heroes Den Bosch de la Liga BNXT.